# Roșiești
Roșiești è un comune della Romania di 3 645 abitanti, ubicato nel distretto di Vaslui, nella regione storica della Moldavia. 
Il comune è formato dall'unione di 7 villaggi: Codreni, Gara Roșiești, Gura Idrici, Idrici, Rediu, Roșiești, Valea lui Darie.